# 观音桥街道 (重庆市)

观音桥广场

观音桥街道，是中华人民共和国重庆市江北區下辖的一个街道办事处。

## 沿革
1940年分屬貓兒石鎮和音溪鎮，1951年建觀音橋鄉。
1953年貓兒石鄉並入。
1958年屬中蘇友好公社，1961年析出沿用中蘇友好名稱，1968年更名東方紅公社，1981年更名觀音橋公社。1983年恢复观音桥乡，轄五里店村（半邊堡社、萬豐）、皂角嶺村、觀音橋村（瓦房灣社）、花園村（橋溝社，黃桷堡社、灰壩社、三灣社、讀書社、小塆社）、大坪村（大水井社）、貓兒石村。
1993年撤銷觀音橋鄉政府和貓兒石街道辦事處，觀音橋街道由原貓兒石街道、原觀音橋鄉的大部(除五里店村和皂桷嶺村外)及原大興村街道部分轄區合並。
2005年，观音桥步行街建成，此后观音桥逐步发展成重庆市的热门商圈之一，更与解放碑齐名。

## 行政区划
观音桥街道下辖以下地区：
桃园社区、洋河社区、电测社区、小苑社区、建东社区、天原社区、鲤鱼池社区、造纸社区、建北社区、洋河花园社区、塔坪社区、建西社区、渝北社区、黄葛社区、春晖社区、北国风光社区、富力海洋社区、花园村、星光社区和猫儿石社区。

## 交通
- 观音桥站
- 鲤鱼池站